# Калтиняга
Калтиня̀га (на италиански и на пиемонтски: Caltignaga) е малко градче и община в Северна Италия, провинция Новара, регион Пиемонт. Разположено е на 179 m надморска височина. Населението на общината е 2617 души (към 2010 г.).